# Епархия Бурури
Епархия Бурури (лат. Dioecesis Bururiensis) — епархия Римско-Католической церкви с центром в городе Бурури, Бурунди. Епархия Бурури распространяет свою юрисдикцию на территорию провинций Бурури и Макамба. Епархия Бурури входит в митрополию Бужумбуры. Кафедральным собором епархии Бурури является церковь Христа Царя.

## История
6 июня 1961 года Римский папа Иоанн XXIII выпустил буллу «Candida Christi», которой учредил епархию Бурури, выделив её из архиепархии Гитеги. В этот же день епархия Бурури вошла в митрополию Гитеги.
13 апреля 1973 года епархия Бурури передала часть своей территории для возведения новой епархии Руйиги.
25 ноября 2006 года епархия Бурури вошла в митрополию Бужумбуры.
17 января 2009 года епархия Бурури передала часть своей территории для возведения новой епархии Рутаны.

## Ординарии епархии
- епископ Жозе Мартен M.Afr.[1] (6.06.1961 — 17.09.1973);
- епископ Бернар Будудира (17.09.1973 — 19.11.2005);
- епископ Венан Бачинони (25.06.2007 — 15.02.2020).
- епископ Сальваторе Никитиреце (15.02.2020 — по настоящее время)

## Источник
- Annuario Pontificio, Libreria Editrice Vaticana, Città del Vaticano, 2003, ISBN 88-209-7422-3
- Булла Candida Christi, AAS 54 (1962), стр. 374  (лат.)